# Luis Manuel Cuña Ramos
Luis Manuel Cuña Ramos (* 22. Januar 1966 in Orense, Galicien, Spanien) ist ein spanischer Geistlicher und Prälat des Malteserordens.

## Leben
Cuña Ramos empfing nach seiner theologischen Ausbildung am 14. Juni 1992 die Priesterweihe für das Bistum Orense durch Papst Johannes Paul II. 1994 erwarb er ein Lizentiat in Kirchengeschichte an der Päpstlichen Universität Gregoriana in Rom und wurde in Kirchengeschichte promoviert. Zudem studierte er Archivwissenschaften.
Von 1996 bis 2020 war er im historischen Archiv der Kongregation für die Evangelisierung der Völker tätig und seit 2012 als historischer Konsultor des Dikasteriums für die Selig- und Heiligsprechungsprozesse, der Heiligsprechungsbehörde im Vatikan. 2007 wurde er mit dem Päpstlichen Ehrentitel Päpstlicher Ehrenkaplan (Monsignore) ausgezeichnet. Er hatte Gastprofessuren an der Päpstlichen Universität Urbania und an der Päpstlichen Universität Gregoriana inne. Im Bistum Orense ist er seit 2020 Kanonischer Archivar und Bibliothekar der Kathedrale von Ourense, bischöflicher Beauftragter für Kulturerbe und Kulturgüter, Dozent für antike und mittelalterliche Geschichte am Theologischen Institut Divino Maestro und Pfarradministrator.
Papst Franziskus bestellte ihn am 21. Dezember 2023 in Nachfolge von Bischof Jean Laffitte zum Prälaten des Malteserordens. Als Prälat ist er kirchlicher Vorgesetzter der Geistlichen im Malteserorden.